# Goodwood (Angleterre)
Pour les articles homonymes, voir Goodwood.
Goodwood est un territoire du Sussex de l'Ouest, au Royaume-Uni.
Là se déroulent tous les ans, deux incontournables manifestations automobiles, le Goodwood Festival of Speed, festival de vitesse de Goodwood en juillet, et le « rassemblement de renaissance Goodwood », circuit de Goodwood, en septembre. Il abrite le manoir Goodwood House ainsi que le siège de la marque de voitures de luxe Rolls-Royce filiale du constructeur allemand BMW et sa nouvelle usine d'assemblage, construite par BMW.